# C. Kersten & Co

Het warenhuis in circa 1912

C. Kersten & Co NV, kortweg Kersten, in de volksmond CKC, is een Surinaamse handelsonderneming. In de jaren 1970 was dit het op een na grootste bedrijf van Suriname.

## Geschiedenis

### Ontstaan uit zendingswerk
Onder de zendelingen van de Evangelische Broedergemeente Suriname, die vanuit Herrnhut naar Suriname waren gekomen, bevonden zich ook ambachtslieden als bakkers, kruideniers, timmerlieden, meubelmakers, horlogemakers en kleermakers. Zij bleven hun oorspronkelijke werk naast hun zendingswerk uitoefenen, waardoor er behoefte ontstond aan een handelsfirma. De feitelijke oprichting ervan vond plaats op 29 juni 1768, toen de broeders Dehne en Ralf begonnen met kleermakerij en zending. De handelsonderneming werd genoemd naar Christoph Kersten (1733-1796), van 1776 tot 1784 de praeses van het gehele zendingsgebied, van de Boven-Surinamerivier tot en met de stad.

### Scheiding van geestelijk en zakelijk werk
In 1900 werden geestelijk en zakelijk werk van elkaar gescheiden en kwam de leiding te liggen bij een vakman met aan zijn zijde twee deskundigen, samen de Bedrijfsraad genoemd. Ook toen nog bleef de onderneming in hoge mate actief met sociaal en educatief werk. Het scala aan activiteiten was heel breed, met onder meer van 1901 tot 1936 de uitoefening als brandweer. In 1903 zette Kersten een verzekeringskas op die de medische kosten van werknemers vergoedde, wat voor die tijd erg vooruitstrevend was. Ook werd een bouw- een woningmaatschappij opgezet die zorgde dat mensen een huis met huurkoop konden aanschaffen waar ze na dertien jaar afdrachten eigenaar van werden. In 1913 werd het leerlingentehuis opgericht die jongens een ambacht bijbracht. Ook was het bedrijf vroeg met landbouwmechanisatie, door bijvoorbeeld de aanschaf van tractoren met rupsbanden en pelmolens.

### Tweede Wereldoorlog
Zakelijk werd in de eerste drie decennia van de 20e eeuw weinig verdiend. Vanaf 1935 kwam hier verbetering in. Tijdens de Tweede Wereldoorlog werd Kersten beheerd door de Commissie Rechtsverkeer in Oorlogstijd. Deze bracht de bezittingen van het bedrijf onder in een naamloze vennootschap (NV). Omdat niet duidelijk was wie de eigenaar na de tijd zou worden, besloten de aandeelhouders en commissarissen geen nieuwe activiteiten te starten maar het te laten bij de bestaande bedrijfstakken. Commercieel en financieel legde dit het bedrijf geen windeieren.

### 2e helft 20e eeuw
De Commissie Rechtsverkeer in Oorlogstijd droeg de aandelen op 1 februari 1950 over aan de Evangelische Broedergemeente in Zeist. In de eerstvolgende drie decennia werd het bedrijf gemoderniseerd en uitgebreid. In de jaren 1960 werd uitgebreid naar Amsterdam, Hamburg, New York en de Nederlandse Antillen. Medio jaren 1970 had Kersten zo'n tweeduizend werknemers in tientallen dochter-NV's in een groot aantal sectoren. Twee derde van de winst werd geherinvesteerd in Suriname. Er waren in deze periode ook kritiek, zoals in 1968 tijdens het 200-jarige jubileum in een artikel in De Vrije Stem met de beschuldiging koloniaal geleid te worden, vanwege de lage lonen voor lager opgeleid personeel, het ontbreken van opleiding en de afwezigheid van leidinggevende posities voor Surinamers. Tevens bevond het hoofdbestuur zich nog steeds in Nederland en riep de krant op deze naar Suriname te verplaatsen.

### 21e eeuw
Het warenhuis van C. Kersten & Co aan de Domineestraat was in 2014 niet meer in handen van de Evangelische Broedergemeente, maar van oud-directeur en jurist Richard Tjon A Joe. Hij verkocht het dat jaar aan Shaohuai Wu, een Surinaams ingezetene van Chinese geboorte. Het warenhuis wijzigde van naam in Suriname Times Mall.
C. Kersten & Co. N.V. bestaat begin 21e eeuw nog steeds. In 2014 nam het een aandeel in de Finabank. De aandelen van Kersten staan niet genoteerd aan de Suriname Stock Exchange.

## Gedenktekens
| Artikel                              | Type        | Omschrijving       | Foto | Kunstenaar        | Onthulling | Locatie                              |
| ------------------------------------ | ----------- | ------------------ | ---- | ----------------- | ---------- | ------------------------------------ |
| Gedenksteen 150 jaar C. Kersten & Co | gedenkplaat | 150-jarig jubileum |      | W.P. Krieger      | 1918       | Steenbakkerijstraat, Grote Stadskerk |
| Gedenkzuil 200 jaar C. Kersten & Co  | gedenkzuil  | 200-jarig jubileum |      | Nicolaas Wijnberg | 1968       | Steenbakkerijstraat                  |